# Casa de Murillo
La Casa de Murillo está ubicada en el número 8 de la calle Santa Teresa, en el barrio de Santa Cruz de Sevilla (Andalucía, España). Desde 2010 es sede de un organismo de fomento de flamenco de la Junta de Andalucía.

## Historia y descripción
En esta casa vivió el pintor Bartolomé Esteban Murillo al final de su vida.
Murillo vivió en el barrio Santa Cruz. Tuvo dos viviendas, una desconocida de la plaza de Alfaro y esta otra, frente al convento de las Teresas. La primera actuación de restauración del inmueble tuvo lugar en 1928.
La casa fue adquirida en 1972 por la Dirección de Bellas Artes. Se invirtieron 15 millones de pesetas en su restauración. Se le pusieron azulejos de 1590 que habían estado en el Rectorado de la Universidad de Sevilla. En el interior se expusieron cuadros del Museo de Bellas Artes de Sevilla. También se recreó el interior con elementos propios de una casa de la época: dormitorio, salón, cocina, etc. Fue inaugurada en 1982. El edificio consta de dos plantas y de un patio central con un pozo en el centro.
Con posterioridad, ha sido utilizada como sede de diversas exposiciones.